# Nervijuncta nigricornis
Nervijuncta nigricornis är en tvåvingeart som beskrevs av Tonnoir 1927. Nervijuncta nigricornis ingår i släktet Nervijuncta och familjen hårvingsmyggor. Inga underarter finns listade i Catalogue of Life.